# Musculus extensor carpi ulnaris
De musculus extensor carpi ulnaris of ulnaire handstrekker is een spier in de onderarm die zorgt voor extensie en adductie van de hand in het polsgewricht.
De spier heeft twee spierkoppen, te weten het caput humerale, dat zijn oorsprong kent aan de epicondylus lateralis van de humerus, en het caput ulnare, dat aanhecht aan de achterzijde van de ellepijp. Zijn aanhechting bevindt zich aan de basis van het vijfde middenhandsbeentje. De aanhechtingspees verloopt door de zesde tunnel van het retinaculum extensorum.
De musculus extensor carpi ulnaris zorgt bij de mens voor extensie en ulnairabductie van de pols. Bij carnivoren is de musculus extensor carpi ulnaris een minder belangrijke strekker van de handwortelbeenderen. In hoefdieren heeft de spier een functie als buigspier en wordt bij deze dieren derhalve soms aangeduid als musculus ulnaris lateralis.